# Mad (auteur)
Pour les articles homonymes, voir MAD et Mader.
 (octobre 2018).
Si vous disposez d'ouvrages ou d'articles de référence ou si vous connaissez des sites web de qualité traitant du thème abordé ici, merci de compléter l'article en donnant les références utiles à sa vérifiabilité et en les liant à la section « Notes et références ».
Mad, de son vrai nom Renaud Mader, est un auteur de bande dessinée français né le 17 novembre 1969 à Toulouse et mort le 15 mai 1993 à Rosny-sous-Bois.

## Biographie
En classe de seconde, sur l'île de La Réunion, Mad rencontre Appollo, avec qui il participe à la création du Cri du Margouillat, revue locale de bandes dessinées.
Après son bac, il suit des cours de dessin animé à l'école des Gobelins et travaille pour diverses productions.
Il dessine en 1989 pour la revue Circus Le syndrome de Pan, une histoire de quatre pages écrite par son ami Appollo, puis il crée en 1990, toujours avec le même scénariste, le personnage de Louis Ferdinand Quincampoix qui vivra trois Aventures publiées par les éditions Vents d'Ouest. Il s'installe ensuite à Dublin et lance par ailleurs l'idée d'une série d'albums collectifs (7 histoires de…).
À 24 ans, il se donne la mort dans une chambre d'hôtel parisienne. L'album 7 histoires de pirates paraît à titre posthume.

## Ouvrages
- Une Aventure de Louis Ferdinand Quincampoix, avec Appollo, Vents d'Ouest.
  - Dedans le bayou, 1991 –  (ISBN 2-869-67143-1).
  - Bon appétit les goules, 1992 –  (ISBN 2-869-67161-X).
  - Un Air de violon, 1992 –  (ISBN 2-869-67194-6).
- 7 histoires de pirates, collectif, Vents d'Ouest, 1993 –  (ISBN 2-869-67239-X).